# Poja (Sape)
Poja is een bestuurslaag in het regentschap Bima van de provincie West-Nusa Tenggara, Indonesië. Poja telt 2168 inwoners (volkstelling 2010).